# Abdelfettah Bennis
 (janvier 2018).
Pour les articles homonymes, voir Bennis.
Abdelfettah Bennis est né en 1962 à Fès. Il est un chanteur soufi marocain au timbre de haute-contre. Il est le frère cadet de Mohamed Bennis. Considéré comme l’un des meilleurs représentants de la poésie soufie au Maghreb, il a été dès le plus jeune âge le disciple de grands maîtres marocains de moussiqua al-âla.